# Estación de Llerona
Llerona fue un apeadero de la línea R3 de Rodalies Renfe de Cercanías Barcelona situada en el núcleo urbano de Llerona, perteneciente al municipio de Las Franquesas del Vallés.

## Historia
Fue inaugurada el 30 de julio de 1944, y desde 1993 no para ningún tren en el apeadero. Por ello, es una de las estaciones fantasma de Cataluña.

## La estación
La instalación se sitúa cerca de la N-152. Consta de la vía general con un andén a la izquierda (mirando hacia Vich), en la cual hay un edificio-marquesina de obra. Sus instalaciones (el andén y el refugio de pasajeros) se encuentran en estado completo de abandono, a pesar de estar situado cerca de varias zonas habitadas. No obstante, el cartel de la estación, siguiendo la tipografía habitual de las estaciones de la línea que eran de la compañía del Norte, continúa expuesto.

## Servicios ferroviarios
| << cabecera                    | < estación                | línea | estación > | cabecera >>                                             |
| ------------------------------ | ------------------------- | ----- | ---------- | ------------------------------------------------------- |
| Rodalies de Catalunya de Renfe |                           |       |            |                                                         |
| Hospitalet                     | Las Franquesas del Vallés |       | La Garriga | Vich Ripoll Ribas de Freser Puigcerdá / Latour-de-Carol |
| 1. Sin servicio.               |                           |       |            |                                                         |

## Fotografías
- Datos: Q23716621